# Kaboodle
Kaboodle es un sitio de marcadores sociales de internet que apareció en octubre de 2005.
Es parte de la tendencia actual del web semántico y software social, especialmente en Silicon Valley, donde numerosas empresas se desarrollan con esta tecnología.
Inicialmente enfocado sobre el "social shopping" -aprovechar las búsquedas de otras personas para facilitar sus propias compras-, permite facilitar la comparación de ofertas, productos, servicios creando una página pública o privada de síntesis. Sea por medio de un módulo especial (en inglés Bookmarklet), o sea por medio de una barra de herramientas, permite a los miembros (los "Kaboodlers") consolidar datos e imágenes mientras están navegando por la web. Sin embargo, la tecnología usada no limita al usuario a comparar productos y servicios. Puede añadir sus propios favoritos para acceder a ellos desde cualquier ordenador. Por tanto se puede considerar a Kaboodle como una verdadera herramienta personal de Gestión del conocimiento.
Kaboodle es un sitio "social" ya que:
1. cualquier persona puede acceder a las páginas públicas facilitando su propia búsqueda de información -eso es "social search";
2. es posible conectarse con varias personas que tienen temas de interés comunes -eso es Red social;
3. se puede obtener comentarios de otras personas sobre su propio contenido.

El sistema de organización de los datos está basado sobre Folcsonomía. Un "kaboodler" puede encontrar información, pero también copiar esta información y añadirla en sus propias páginas / búsquedas. En este sentido Kaboodle contribuye concreta y simplemente a la llamada "inteligencia colectiva".
- Datos: Q21467883